# Българско военно гробище (Грунища)
Българското военно гробище в мариовското село Грунища е създадено по време на Първата световна война по време на битката при завоя на Черна. В него са погребани генерал Климент Джеров, Константин Настев и други.